# Ітаконова кислота
Ітаконова кислота (метиленбутандіова кислота, метиленбурштинова кислота, 3-карбокси-3-бутенова кислота, пропілендикарбонова кислота) є двохосновною ненасиченою органічною кислотою із загальною формулою C5H6O4. Застосовується як кополімер для карбоксилатних каучуків. В органічному синтезі використовується в реакціях гетероциклізації для одержання піролідонів, бутиролактона, метилбутандіола, детергентів, гербіцидів, стирен-бутадієнових полімерів, нітрильних латексів, розчинників (реєстраційні дані речовини CAS №: 97-65-4 HS №: 2917 1900).

## Історія
Назва кислоти утворена дуже цікавим способом. Трьохосновна карбонова кислота НООС–СН2–С(СООН)=СН–СООН відома під назвою аконітова кислота (відкрита в 1920 році Пешьє (Peschier) в Aconitum Napellus и Aconitum Paniculatum). Коли вчені відкрили двохосновну ненасичену кислоту НООС–СН2–С(=СН2)–СООН, в назві аконітова кислота переставили літери і отримали назву ітаконової кислоти.
Ітаконова кислота є продуктом метаболізму вуглеводів грибами роду Aspergillus, а саме Aspergillus itaconicus, що виділені в 1929 г. японським дослідником Кіношита, та Aspergillus terreus, знайденим пізніше англійським вченим Келемом (1939).

## Фізичні властивості
Ітаконова кислота є кристалічною речовиною білого кольору без запаху з молекулярною масою 130,1.
Тплав  167—168 °С, Ткип 268 °С.
Константи дисоціації Кb=1,40.10−4, Кa=3,56.10−6. Розчинність у воді — 8,3 г/л (20 °С), 29,3 (50 °С), 72,6 (70 °С). Кислота розчиняється в етанолі, метанолі, ТГФ, діоксані, погано розчинна в диетиловому ефірі та бензолі.

## Отримання
Як вихідна речовина для отримання ітаконової кислоти хімічним способом може бути використана лимонна або аконітова кислота.

## Застосування
Світове виробництво перевищує 40 тис. тон на рік. Головними споживачами є хімічні компанії — виробники полімерів. Є можливість зростання попиту на кислоту у зв'язку із забороною транспортування акрилонітрилу в Європі.
Ітаконову кислоту використовують у виробництві карбоксильного стирен-бутадієнового латексу, у виробництві пластику, високоміцного скла, адгезійних і фарбуючих агентів, при виробництві карбоксильної акрилової смоли.